# The BFG
The BFG (prt: O Amigo Gigante; bra: O Bom Gigante Amigo) é um filme canado-britano-estadunidense de 2016, dos gêneros animação, aventura e fantasia, dirigido por Steven Spielberg com roteiro de Melissa Mathison, baseado no romance homônimo do escritor britânico Roald Dahl. O filme é estrelado por Mark Rylance, Ruby Barnhill, Bill Hader, Rebecca Hall e Penelope Wilton Com filmagens iniciadas em março de 2015, o filme é uma co-produção da Walt Disney Pictures, DreamWorks Pictures, Amblin Entertainment e Walden Media, narrando a história de amizade entre uma órfã e um gigante benevolente.
Kathleen Kennedy e Frank Marshall começaram o desenvolvimento da adaptação ainda na década de 1990 e vários roteiristas foram contratados para o roteiro nos anos seguintes. Em setembro de 2011, a DreamWorks adquiriu os direitos de adaptação da obra e Marshall e Sam Mercer uniram-se na produção do longa, tendo Mathison como roteirista e Kennedy como produtora executiva. Em abril de 2014, Spielberg foi anunciado como diretor, juntamente com sua companhia produtora Amblin Entertainment na co-produção. Além de ser a primeira colaboração entre os dois maiores estúdios de animação da atualidade, The BFG foi o primeiro filme de Spielberg distribuído pela Walt Disney Pictures.
The BFG estreou no Festival de Cinema de Cannes em 14 de maio de 2016 e teve sua estreia norte-americana no tradicional El Capitan Theater, de Los Angeles, em 21 de junho. No mundo lusófono, o filme teve sua estreia em 7 de julho e 30 de julho nos cinema portugueses e brasileiros, respectivamente. O filme recebeu críticas positivas e arrecadou mais de 195,2 milhões de dólares em bilheterias mundiais, em comparação ao orçamento de 140 milhões de dólares.

## Sinopse
Conta a história de Sophie (Ruby Barnhill), uma menina órfã que é capturada pelo Bom Gigante Amigo (Mark Rylance) e levada até a sua moradia, a entrada de uma caverna, do lado de fora vivendo os gigantes maus. Pelo ótimo exemplo de comportamento, Bom Gigante Amigo é convidado para o almoço com a rainha da Inglaterra (Penelope Wilton), mesmo não sabendo falar corretamente e sendo grande demais no castelo. Com isso, helicópteros da RAF são enviados e carregam os gigantes comedores de homens (que possuem medo de água) para uma pequena ilha cercada pelo Oceano Atlântico, onde só haviam sementes de chuchu-bobrinha (semente criada pelo Bom Gigante amigo) para comer.

## Elenco
| Personagem                     | Versão original           | Versão portuguesa |
| ------------------------------ | ------------------------- | ----------------- |
| BGF                            | Mark Rylance              | Luís Aleluia      |
| Sophie                         | Ruby Barnhill             | Renata Belo       |
| Fleshlumpeater / Traga-Nacos   | Jemaine Clement           | Pedro Giestas     |
| The Queen / Rainha             | Penelope Wilton           | Lia Gama          |
| Mary                           | Rebecca Hall              | Fernanda Serrano  |
| Sr. Tibbs                      | Rafe Spall                | Pedro Fernandes   |
| Butcher Boy / Carniceiro       | Michael David Adamthwaite | André Henriques   |
| General #2                     | Matt Frewer               | Paulo Pires       |
| Criado do Palácio #1           | John Emmet Tracy          | Lourenço Ortigão  |
| Bloodbottler / Suga-Sangue     | Bill Hader                | Carlos Paulo      |
| Bonecruncher / Quebra-Ossos    | Daniel Bacon              |                   |
| Grizzardguppler / Chupa-tripas | Chris Gibbs               |                   |
| Manhugger / Esfrega-Homens     | Adam Godley               |                   |
| Childchewer / Masca-Putos      | Jonathan Holmes           |                   |
| Meatdripper / Pinga-Carne      | Paul Moniz de Sá          |                   |
| Maidmasher / Miga-Donzelas     | Ólafur Ólafsson           |                   |

### Versão Portuguesa
- Estúdio de Dobragem: On Air
- Direção de Atores: José Jorge Duarte
- Engenheiro de Som: Vasco Lourenço

## Produção

### Desenvolvimento

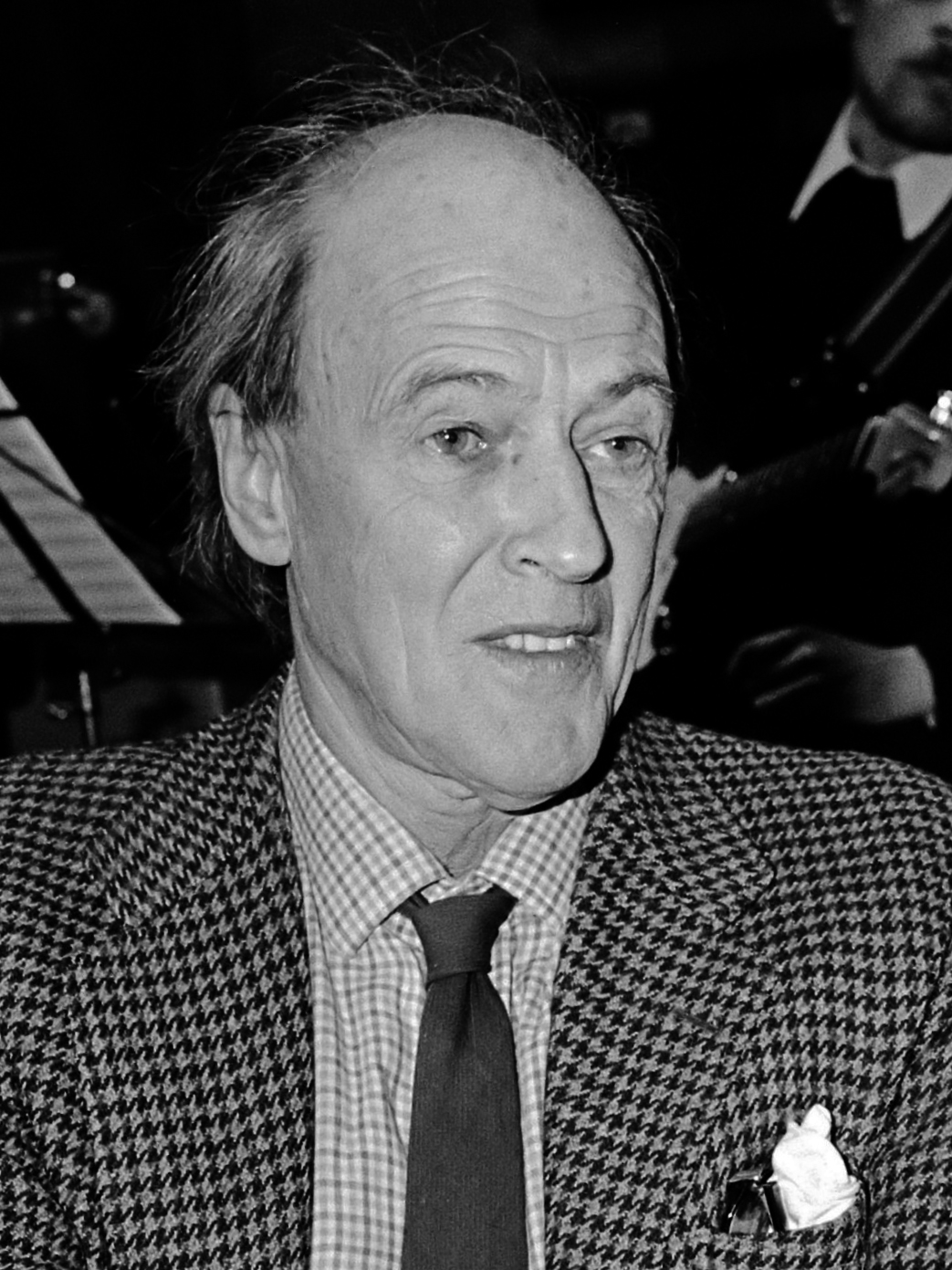
The BFG foi a quinta adaptação cinematográfica de uma obra de Roald Dahl.

Os produtores Frank Marshall e Kathleen Kennedy iniciaram o desenvolvimento de uma grande adaptação de orçamento da BFG, em 1991, e definiram o projeto com a Paramount Pictures. Marido e esposa, os roteiristas Robin Swicord e Nicholas Kazan, escreveram uma adaptação cinematográfica em 1998, com Robin Williams em mente para o papel-título. Em 2001, o roteiro já havia sido reescrito por Gwyn Lurie, que foi recebida positivamente pelos detentores da propriedade de Dahl.
Em setembro de 2011, a DreamWorks Pictures anunciou que tinham pego os direitos de filmagem do livro; Kennedy e Marshall estãvam programados para produzir, e a roteirista Melissa Mathison iria adaptar a história. Em abril de 2014, Steven Spielberg foi anunciado como o diretor do filme, rodado em 2015 com a DreamWorks de olho em um lançamento de 2016. Segundo o diretor, "a história têm encantado as famílias e seus filhos por mais de três décadas. Estamos honrados que a propriedade de Roald Dahl nos confiou esta história clássica." Em março de 2015, a Walden Media concordou em co-financiar e co- produzir o filme.
Em abril de 2015, a Walt Disney Studios - que já estava em acordo para distribuir o filme através da Touchstone Pictures - passou a financiar e co-produzir o filme, que acabou sendo distribuído pela Walt Disney Pictures. Consequentemente, The BFG é o primeiro filme dirigido por Spielberg sob uma marca da The Walt Disney Company, apesar de este ter atuado como produtor junto à empresa em outros títulos. O filme também tornou-se a primeira produção da Walt Disney Pictures dividida com outro estúdio de produção desde Dragonslayer. Além disto, foi a primeira colaboração entre a Disney e a tradicional rival DreamWorks, bem como a primeira adaptação da obra de Dahl pela Disney desde o lançamento de James and the Giant Peach, em 1996.

### Seleção de elenco

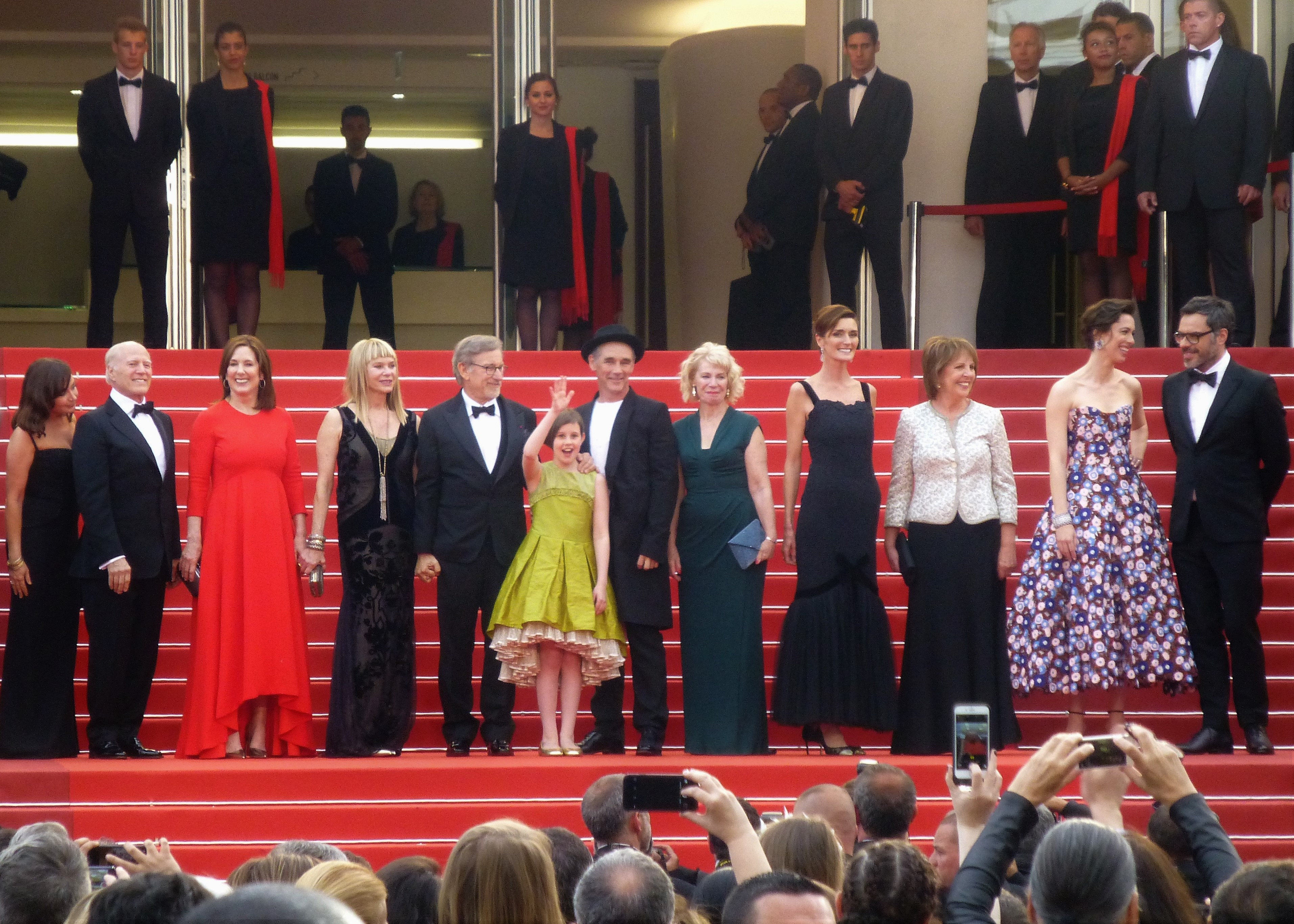
Elenco prestigia a première de The BFG no Festival de Cannes, em 2016.

Em 27 de outubro, 2014, Mark Rylance foi escalado para o papel-título do filme. Em meados de novembro de 2014, Ruby Barnhill, uma atriz de dez anos de idade, realizou testes para o filme. Durante o período de seleção, Barnhill teve de aprender seis páginas de diálogo em preparação para um possível papel como a órfã Sophie.
Em 16 de dezembro, após uma longa pesquisa, o diretor dispensou outros dez atrizes britânicas e selecionou Barnhill para o papel de Sophie. A atriz comentou: "Eu me sinto incrivelmente sortuda e estou muito feliz." Nas palavras de Spielberg, os membros da equipe de seleção "descobriram uma maravilhosa Sophie em Ruby Barnhill." Em 27 de março de 2015, Bill Hader foi anunciado para um papel não específico no filme. Em 13 de abril do mesmo ano, foram anunciadas as contratações de Penelope Wilton, Rebecca Hall, Jemaine Clement, Michael David Adamthwaite, Daniel Bacon, Chris Gibbs, Adam Godley, Jonathan Holmes, Paulo Moniz de Sá e Ólafur Ólafsson; encerrando o período de seleção de elenco.

### Filmagens
A fotografia principal do filme começou em 23 de março, 2015, em Vancouver, e concluída em 12 de junho de 2015.

## Música
A trilha sonora de The BFG foi composta e conduzida por John Williams, sendo sua 27.ª colaboração com Steven Spielberg. Em março de 2015, nos estágios iniciais de produção, Williams foi anunciado como compositor do filme. Durante o processo de composição, Williams comparou o filme a "um balé infantil onde há danças", acrescentando que o Bom Gigante Amigo "tenta capturar sonhos com sua rede e realmente faz algo parecido com a dança de Ray Bolger ou Fred Astaire; é uma sequência musical incrível que exigiu da orquestra uma performance mais associada aos filmes musicais". Williams também traçou similaridades com a trilha sonora de Home Alone, admitindo que compor a música de The BFG "foi realmente uma oportunidade de compor e orquestrar uma pequena fantasia infantil". A trilha sonora foi lançada pela Walt Disney Records em 1 de julho de 2015.
Todas as faixas escritas e compostas por John Williams. 
| N.º            | Título                  | Duração |  |
| 1.             | "Overture"              | 1:18    |  |
| 2.             | "The Witching Hour"     | 4:41    |  |
| 3.             | "To Giant Country"      | 2:33    |  |
| 4.             | "Dream Country"         | 10:10   |  |
| 5.             | "Sophie's Nightmare"    | 1:57    |  |
| 6.             | "Building Trust"        | 3:25    |  |
| 7.             | "Fleshlumpeater"        | 1:37    |  |
| 8.             | "Dream Jars"            | 3:30    |  |
| 9.             | "Frolic"                | 1:44    |  |
| 10.            | "Blowing Dreams"        | 3:46    |  |
| 11.            | "Snorting and Sniffing" | 2:13    |  |
| 12.            | "Sophie's Future"       | 2:30    |  |
| 13.            | "There Was a Boy"       | 3:30    |  |
| 14.            | "The Queen's Dream"     | 3:08    |  |
| 15.            | "The Boy's Drawings"    | 3:05    |  |
| 16.            | "Meeting the Queen"     | 3:00    |  |
| 17.            | "Giants Netted"         | 2:03    |  |
| 18.            | "Finale"                | 2:14    |  |
| 19.            | "Sophie and the BFG"    | 8:09    |  |
| Duração total: | Duração total:          | 64:33   |  |

## Lançamento
The BFG teve sua estreia em 14 de maio de 2016 durante o Festival de Cinema de Cannes, estando fora da grade de competição do evento. O filme estreou nos Estados Unidos em 1 de julho de 2016 e foi distribuído mundialmente através da Walt Disney Studios Motion Pictures, com exceção de territórios na Europa, Ásia e no Oriente Médio, onde os direitos de distribuição foram vendidas pela Mister Smith Entertainment - parceira da DreamWorks - à companhias independentes. No Reino Unido, o filme foi lançado pela Entertainment One Films em 22 de julho de 2016.
Um teaser foi lançado pela Disney em 9 de dezembro de 2015, seguido por um trailer em 5 de abril de 2016. Um terceiro trailer ainda foi publicado em 16 de maio. A estreia do filme em solo norte-americano ocorreu no tradicional El Capitan Theatre, em Hollywood, em 21 de junho de 2016.
O filme foi lançado em Blu-ray, DVD e disponibilizado para download digital em 29 de novembro.

## Recepção

### Performance comercial
The BFG arrecadou 55,5 milhões de dólares na América do Norte e 139,8 milhões em outros territórios, totalizando 195,2 milhões de dólares em bilheterias mundiais contra um orçamento de 140 milhões.
Nos Estados Unidos e Canadá, o filme estreou juntamente com The Legend of Tarzan e The Purge: Election Year em 3357 salas de cinema, tendo sido projetado para render entre 22 e 32 milhões de dólares no primeiro fim-de-semana. O filme notabilizou-se por atrair um público familiar assim como Finding Dory, também distribuído pela Disney. As exibições de meio de semana renderam 775 mil dólares, contudo o baixo rendimento não surpreendeu, uma vez que filmes voltados para família tendem a atrair menor público em exibições durante a semana. No dia da estreia, o filme arrecadou 7 milhões de dólares e resultou num desapontador fim-de-semana de 18,6 milhões de dólares, ao que o site Deadline classificou como "um horrível começo para um filme com custo estimado em 140 milhões". A Forbes mencionou que os filmes de Spielberg costumam permanecer em exibição por muito tempo, independente de seus rendimentos de estreia.

### Recepção crítica
No site Rotten Tomatoes, que coleta análises sobre cinema, o filme possui taxa de aprovação de 75% com base em 265 avaliações e uma pontuação média de 6.8/10. O resumo crítico do site define que "The BFG minimiza os elementos obscuros do clássico de Roald Dahl em favor de uma aventura familiar de boa natureza, visualmente impressionante e amplamente bem-sucedida." No Metacritic, outro website de mesmo conteúdo, o filme possui uma pontuação de 66 de 100 com base em 47 críticas, indicando "avaliações, em geral, positivas". Opiniões coletadas pelo website CinemaScore deram ao filme uma média de "A-" numa escala de "A+" a "F".
Justin Chang, redator do jornal Los Angeles Times, classificou a performance de Rylance como "uma brilhante amálgama de tecnologia de captura de movimento e presença em tela inigualável." Scott Mendelson, da revista Forbes, descreveu o filme como "uma charmosa, inteligente e espirituosa pequena aventura com fortes efeitos visuais em favor de uma modesta narrativa." Mendelson também destacou o pouco foco do filme na história original, bem como a interação de Rylance e Barnhill em cena. Escrevendo para o jornal The Daily Telegraph, Robbie Collin classificou o filme como "uma significante realização técnica", acrescentando que "somente a imensamente detalhada tecnologia de captura de movimento, que eleva a performance humana de Rylance à proporções gigantescas, ultrapassa os limites de tudo já realizado antes". O crítico Matt Zoller Seitz apreciou a direção de Spielberg, concedendo ao filme 3.5 de 5 estrelas. Seitz destaca ainda: "Eu posso imaginar alguns adultos achando o filme maçante; 'Nada acontece', eles dirão. 'E isto é muito legal.' Porém, posso imaginar outros adultos amando o filme por ajudá-los a recordar o que é ser jovem o suficiente para se esconder de um monstro do cinema por ele ser grande e estranho e, então, rir porque ele é desajeitado..."
Todd McCarthy, escrevendo para o jornal The Hollywood Reporter, comparou o filme objetivamente a E.T. the Extra-Terrestrial, outra produção de Spielberg, como uma "capciosamente menos produtiva, mágica e transportadora experiência em comparação ao seu antepassado". Peter Debruge, da revista Variety, contudo, comparou os dois filmes positivamente, escrevendo que "esta esplêndida adaptação de Spielberg possibilita ao público de todas as idades envolver suas mentes em torno de uma amizade sem igual na história do cinema, resultado numa espécie de clássico familiar já certa vez incumbido a Disney distribuir." Por sua vez, A. O. Scott do The New York Times elogiou os efeitos digitais do filme e o resultado estético final, apesar de considerar que a produção falhou em ritmo característico dos filmes anteriores de Spielberg.

### Prêmios e indicações
| Premiação                   | Categoria                                            | Indicado(s)                                                              | Resultado | Ref.   |
| --------------------------- | ---------------------------------------------------- | ------------------------------------------------------------------------ | --------- | ------ |
| Annie Award                 | Efeito de Animação em uma Produção de Longa-Metragem | Claude Schitter, Benjaman Folkman, Gary Boyle, David Caeiro e Luke Milla | Indicado  |        |
| London Film Critics' Circle | Atriz Jovem Britânica/Irlandesa do Ano               | Ruby Barnhill                                                            | Indicado  | [ 60 ] |
| Satellite Awards            | Melhor Banda Sonora Original                         | John Williams                                                            | Indicado  | [ 61 ] |
| Satellite Awards            | Melhores Efeitos Visuais                             | The BFG                                                                  | Indicado  | [ 61 ] |
| Prêmio Saturno              | Melhor Filme de Fantasia                             | The BFG                                                                  | Indicado  | [ 62 ] |
| Prêmio Saturno              | Melhor Diretor                                       | Steven Spielberg                                                         | Indicado  | [ 62 ] |
| Prêmio Saturno              | Melhor Roteiro                                       | Melissa Mathison                                                         | Indicado  | [ 62 ] |
| Prêmio Saturno              | Melhor Ator                                          | Mark Rylance                                                             | Indicado  | [ 62 ] |
| Prêmio Saturno              | Melhor Ator Jovem                                    | Ruby Barnhill                                                            | Indicado  | [ 62 ] |
| Prêmio Saturno              | Melhor Música                                        | John Williams                                                            | Indicado  | [ 62 ] |
| Prêmio Saturno              | Melhor Edição                                        | Michael Kahn                                                             | Venceu    | [ 62 ] |
| Prêmio Saturno              | Melhor Design de Produção                            | Rick Carter e Robert Stromberg                                           | Indicado  | [ 62 ] |
| Prêmio Saturno              | Melhor Figurino                                      | Joanna Johnston                                                          | Indicado  | [ 62 ] |
| Prêmio Saturno              | Melhores Efeitos Visuais                             | Joe Letteri e Joel Whist                                                 | Indicado  | [ 62 ] |